# Bas (voce)
Basul (din italiană „basso”, pe filieră latină „bassus”, jos, grav) este registrul cel mai jos al vocii bărbătești. Termenul de bas este folosit cu precădere, stricto sensu, în muzica clasică, unde poate avea mai multe accepțiuni: în operă, cantate sau oratorii, basul este tratat ca o voce solistică, valorificată prin calități precum timbru, agilitate, tesitură, capacitatea de a susține anumite registre vocale (înalte sau joase) sau anumite note și contururi muzicale.
În coruri, însă, termenul de bas definește partea cea mai joasă din aranjamentul armonic pe patru „părți” sau „voci” (SATB, adică sopran, altistă, tenor, bas), motiv pentru care, propriu zis, basul nu definește o voce în cor; pe cale de consecință, în coruri, basul este valorificat prin prisma ambitusului său și mai puțin prin prisma timbralității. Astfel, în muzica de cor, deși un portativ poate fi notat „bas” (sau alte variații, precum „basso”, „bassi”), el poate să nu fie interpretat exclusiv de către un bas adevărat, ci de oricare voce care se încadrează în cerințele de ambitus vocal al părții, motiv pentru care, nu rareori, partea de bas, ca oricare altă parte vocală corală, poate fi împărțită în „basul unu” (îndeobște, dar nu obligatoriu, basul înalt, interpretat de către tenori joși, baritoni, bas-baritoni, bași înalți) și în „basul doi” (baritoni joși, bas-baritoni, bași adevărați, bași profunzi).
Basul este utilizat cu același rol și în alte tipuri de muzică corală, precum cvartetele barbershop, care au structura tenor-tenor-bariton-bas, sau în muzica non-clasică, unde este înțeles lato sensu care oricare voce joasă, datorită lipsei rigorilor muzicii clasice.

## Istorie, ambitus, extreme
Influența culturală și creația individuală au produs o gamă largă în materie de ambitus și calitate a cântăreților cu această voce. În vest, termenul de bas își are originea din muzica polifonică sacră, unde portativul pentru vocea cea mai joasă era notat cu „bassus” ([partea de] jos) sau „baritonans” (adică „grav sunător”, viitorii baritoni). Este adevărat că, începând cu muzica barocă (secolul XVIII), compozitorii europeni încep să o individualizeze din partea de bas pe cea baritonală, voci care până atunci erau strânse laolaltă, fără a se face diferență de ambitus.
Din acest motiv, în perioada barocă și clasică, multe părți vocale notate ca bas erau, real, scrise ca pentru baritoni și interpretate de către cântăreți care astăzi sunt priviți ca baritoni (exempli gratia eroul principal din Don Giovanni și Papageno din Flautul fermecat de Mozart, sau diferite alte personaje din lucrările lui Handel sau Rameau, roluri care solicită constant tesituri înalte și nu coboară prea mult pe cheia fa). Totodată, în muzica barocă franceză, în paralel cu contratenorul, a existat o explozie a rolurilor operatice baritonale.
În răsărit, vocea de bas a fost predominant folosită cu scopul de isonar (acompaniament prin sunete prelungite, pe trepte ale tonalității în care se cântă). Tradiția provine din bizanț, unde practica obișnuită era ca vocile înalte și castrații să poarte melodia; această metodă s-a perpetuat în spațiul slav și mai apoi în România.
În opera europeană, basul a reprezentat adesea arhetipul partenerului personajului principal (Leporello din Don Giovanni, Cesare Angelotti din Tosca, Pollux în Castor et Pollux), al înțeleptului vârstnic (Sarastro din Flautul fermecat, marele preot și faraonul din Aida, Seneca din L'incoronazione di Poppea), al regilor și domnitorilor (Titus Manlius în opera omonimă, Claudiu în Agrippina, Filip II în Don Carlos) al unor răufăcători (Sparafucile din Rigoletto) sau al personajelor cu scop umoristic (buffo)(Leporello, Don Pasquale din opera omonimă). În opera rusească, dat fiind faptul că vocea de bas este copleșitor de populară, ea a jucat adesea rolul principal (Ioan Susanin în Жизнь за царя [O viață în slujba țarului]).
Vocea de bas este caracterizată ca întinzându-se de la mi-ul deasupra cheii fa (mi1 din octava centrală, E4) până la mi-ul de sub cheia fa (Mi în octava mică, E2), deși această clasificare este cu titlu generic și poate varia la ambele capete, existând și bași înalți sau bași joși. Totodată, diverse tradiții sau moduri de a scrie muzică pot avea cereri diferite la adresa unui astfel de vocalist cu privire la ambitusul său.
Rolurile de bas pot urca nu rareori până la fa-ul de deasupra cheii fa (fa1, F4), în special în opera romantică: uriașul Polifem în aria „I rage... O ruddier than the cherry” din opera lui Handel „Acis and Galatea”, duetul „The Lord is a man of war” din cantata lui Handel „Israel in Egypt”, Manoa în aria „Thy glorious deeds inspir'd my tongue” din oratoriul lui Handel „Samson”, Escamillo în binecunoscuta arie „Votre toast” din opera lui Bizet „Carmen”, secțiunea de bași din cor din cantata lui Șostakovici „Executia lui Ștefan Razin”. De asemenea și mi-ul „jos” al basului este frecvent solicitat (versa numărul 5 din cantata lui Bach „Christ lag in Todes Banden”, recviemul în do minor al lui Salieri, oratoriul anonim al Patimilor după sfântul Luca, atribuit eronat lui Bach)
Extremele înalte ale acestei voci sunt excepționale și se opresc la solul deasupra cheii fa (sol1, G4)(aria „Heute wirst du mit mir im Paradies sein” din cantata lui Bach „Gottes Zeit ist die allerbeste Zeit”), sol-diezul de deasupra cheii fa (sol♯1, G♯4)(bărbierul în deschiderea operei lui Șostakovici „Nasul”, uriașul Polifem în secțiunea B a ariei „Fra l'ombre e gl'orrori” din serenada lui Handel „Aci, Galatea e Polifemo”) și însfârșit la-ul de deasupra cheii fa (la1, A4)(aria „Langue trema” din cantata lui Handel „Nell'Africane selve”).
Extremele joase ale vocii sunt la fel de variate. În principiu, cea mai joasă notă cerută (vreodată) în operă și oratorii este re-ul de sub cheia fa (Re din octava mare, D2)(aria lui Osmin „O, wie will ich triumphieren” din opera lui Mozart „Die Entführung aus dem Serail”, aria „Es ist der alte Bund” din cantata lui Bach „Gottes Zeit ist die allerbeste Zeit”, uriașul Polifem în aria „Fra l'ombre e gl'orrori”, aria „Cuopre tal volta il cielo” din cantata omonimă a lui Handel). De asemenea, nu este neobișnuit ca soliștii operatici să introducă ei înșiși note joase în anumite segmente ale ariilor, precum este cazul în opera lui Strauss, „Der Rosenkavalier”, unde Baronul Ochs are un do jos opțional în aria „Mein lieber Hippolyte”, în aria „Splendon piu belle” a lui Baltazar din opera lui Donizetti „La favorita” sau în aria „O Isis und Osiris” a preotului Sarastro din Flautul fermecat, arii pe care soliștii uneori le sfârșesc la o octavă coborâtă, pe do-ul jos.
Compozitorii au scris de altfel și piese care au cerut note cu atât mai joase, însă acest registru al vocii de bas este cel mai prezent în muzica sacră: do-diezul de sub cheia fa în cantata „Nell'Africane selve”, do-ul de sub cheia fa (așa numitul „do jos”) în cântarea sacră a lui Lvov „Вечери Твоея тайныя” („Cinei Tale celei de taină”) si-bemolul de sub cheia fa în „Всенощное бдение” („Veghea cea de toată noaptea”) a lui Rahmaninov și în simfonia cu numărul doi a lui Mahler, solul de sub în cântarea sacră „Не отвержи мене” (psalmul 70) a lui Chesnokov și fa-ul în heruvicul lui Penderecki. Dat fiind faptul că aceste note sunt extrem de joase pentru vocea de bas, cântăreții care le pot atinge sunt denumiți „bași profunzi”, „octaviști” sau „bași ruși”, datorită tradiției rusești de a utiliza acest registru al vocii și datorită popularității însăși vocii de bas în spațiul rusesc.
Este interesant de menționat că, până în a doua jumătate a secolului XX, acordajul muzical în Europa era diferit în funcție de regiune; dacă astăzi acordajul standard este 440hz pentru la-ul de pe cheia sol (așa numitul acordaj Stuttgart), în perioada muzicii timpurii, perioada de common practice și în muzica modernă se foloseau acordaje diverse. Astfel, în europa barocă se foloseau acordaje precum La=392, adică în jur de doi semitoni mai jos (în general în zona italiană și în Franța), La=415, un semiton mai jos (așa numitul standard baroc), iar în perioada clasică și romantică se foloseau La=435, ceea ce ar oferi un La ușor diminuat (standardul francez, diapason normal), precum și numeroase alte acordaje în zona La=450-466. Pe cale de consecință, spre exemplu în muzica barocă interpretată de ansambluri moderne cu partituri netranspuse, este de așteptat ca un bas care cântă Bach să cânte un C3 scris ca un B2, sau un B2 scris ca un B♭2/A♯2 (raportat la acordajul standard pentru baroc).

## Subtipuri

### Bas cantant/bas înalt liric/bas-bariton liric
Basul cantant (it. basso cantante) înseamnă „bas cântător” și reprezintă o voce de bas mai înaltă și mai lirică, care folosește o tehnică vocală mai italiană cu accentul pe vibrato rapid.
- Max, Le chalet de Adolphe Adam
- Prințul Barbă-Albastră, Castelul Prințului Barbă-Albastră de Béla Bartók
- Don Pizzaro, Fidelio de Ludwig van Beethoven
- Contele Rodolfo, La sonnambula de Vincenzo Bellini
- Blitch, Susannah de Carlisle Floyd
- Regele Scoției, Ariodante de Georg Friedrich Händel
- Don Alfonso, Così fan tutte de Wolfgang Amadeus Mozart
- Don Giovanni, Don Giovanni, idem
- Figaro, Nunta lui Figaro, idem
- Vocea oracolului, Idomeneu, regele Cretei, idem
- Silva, Ernani de Giuseppe Verdi
- Contele Walter, Luisa Miller, idem
- Ferrando, Trubadurul, idem

### Bas înalt/bas înalt dramatic/bas-bariton dramatic
Basul înalt (de. hoher Bass) va sta adesea deasupra cheii fa și necesită un timbru impunător (de unde și termenul de dramatic).
- Igor, Prințul Igor de Alexandru Porfirievici Borodin
- Boris, Boris Godunov de Modest Petrovici Musorgski
- Klingsor, Parsifal de Richard Wagner
- Wotan, Inelul Nibelungilor, idem
- Caspar, Der Freischütz de Carl Maria von Weber
- Banquo, Macbeth de Giuseppe Verdi
- Zaccaria, Nabucco, idem
- Fiesco, Simon Boccanegra, idem

### Bas tânăr
Basul tânăr (de. jugendlicher Bass, en. juvenile bass) denotă un bas care cântă în rolul unui bărbat tânăr, indiferent de vârsta reală a interpretului.
- Masetto, Don Giovanni de Wolfgang Amadeus Mozart
- Colline, Boema de Giacomo Puccini

### Bas buffo
De la italianul buffo, amuzant, aceste roluri solicită lirisim deosebit și un control solid asupra tehnicii patter, o tehnică vocală specifică operelor comice, unde cântârețul interpretează pasaje îndelungate de natură silabilară și cu diferite forme ritmice la tempouri rapide. Bașii amuzanți sunt adesea antagoniști, anti-eroi sau personajele cu scop pur umoristic.
- Don Pasquale, Don Pasquale de Gaetano Donizetti
- Doctorul Dulcamara, Elixirul dragostei de Gaetano Donizetti
- Doctorul Bartolo, Bărbierul din Sevilla by Gioachino Rossini
- Don Magnifico, La Cenerentola de Gioachino Rossini
- Don Alfonso, Così fan tutte de Wolfgang Amadeus Mozart
- Leporello, Don Giovanni, idem
- Papageno, Flautul fermecat de Wolfgang Amadeus Mozart
- Doctorul, Wozzeck de Alban Berg

### Bas dramatic/buffo dramatic
- Hanul Conceac, Prințul Igor de Alexandru Borodin
- Baculus, Der Wildschütz de Albert Lortzing
- Ferrando, Trubadurul de Giuseppe Verdi
- Daland, Olandezul zburător de Richard Wagner
- Varlaam, Boris Godunov de Modest Petrovici Musorgski

### Bas profund
Cea mai joasă voce de bas posibilă. După muzicologul englez J.B. Steane, vocea de bas profund „provine dintr-o metodă vocală care elimină vibrato-ul rapid de tip italienesc. El se suplează cu o anumită soliditate tonală, asemănătoare unui zid care, cu toate acestea, este susceptibilă altor tipuri de vibrato precum bătaia înceată sau acel clătinat de care se tem interpreții”.
- Rocco, Fidelio de Ludwig van Beethoven
- Osmin, Răpirea din serai de Wolfgang Amadeus Mozart
- Sarastro, Flautul fermecat, idem
- Pimen, Boris Godunov de Modest Petrovici Musorgski
- Baron Ochs, Der Rosenkavalier de Richard Strauss
- Baldassarre, La favorite de Gaetano Donizetti

- Comandantul, Don Giovanni de Wolfgang Amadeus Mozart
- Hagen, Amurgul zeilor de Richard Wagner
- Heinrich, Lohengrin, idem
- Gurnemanz, Parsifal, idem
- Fafner, Aurul Rinului și Siegfried, idem
- Marke, Tristan și Isolda, idem
- Hunding, Walkiria, idem
- Varegul, Sadko de Nikolai Andreevici Rimski-Korsakov
- Marele inchizitor, Don Carlos de Giuseppe Verdi
- Claggart, Billy Budd de Benjamin Britten

### În operele Gilbert & Sullivan
Aproximativ toate operele partenerilor Gilbert și Sullivan au cel puțin un personaj principal bas. Notabili sunt:
- Adam Goodheart, Ruddigore
- Arac, Prințesa Ida
- Bob Becket, H.M.S. Pinafore
- Don Alhambra del Bolero, Gondolierii
- Mikado-ul Japoniei, Mikado-ul
- Notarul, Vrăjitorul
- Willis Grenadierul, Iolanthe
- Sergentul de poliție, Pirații din Penzance